# Michałówka (województwo małopolskie)
Michałówka – wieś w Polsce położona w województwie małopolskim, w powiecie olkuskim, w gminie Trzyciąż.
Wieś biskupstwa krakowskiego w powiecie proszowickim, w województwie krakowskim założona pod koniec XVI wieku. W latach 1975–1998 miejscowość administracyjnie należała do województwa krakowskiego.
W miejscowości znajduje się zabytkowa kapliczka domkowa pw. św. Jana Nepomucena z 1740 r. ufundowana przez Annę i Marcina Śladowskich. (link do zdj. https://przeglad.olkuski.pl/wp-content/uploads/2022/08/po-remoncie-przod.jpg )